# Distrikt Huaynacotas
Der Distrikt Huaynacotas liegt in der Provinz La Unión in der Region Arequipa in Südwest-Peru. Der Distrikt wurde am 22. Juni 1825 gegründet. Er besitzt eine Fläche von 934 km². Beim Zensus 2017 wurden 2041 Einwohner gezählt. Im Jahr 1993 lag die Einwohnerzahl bei 2801, im Jahr 2007 bei 2464. Die Distriktverwaltung befindet sich in der 2590 m hoch gelegenen Ortschaft Taurisma mit 178 Einwohnern (Stand 2017). Taurisma liegt 6 km ostnordöstlich der Provinzhauptstadt Cotahuasi.

## Geographische Lage
Der Distrikt Huaynacotas liegt in der Cordillera Volcánica im zentralen Norden der Provinz La Unión. Der Oberlauf des Río Cotahuasi fließt entlang der östlichen Distriktgrenze nach Süden. Im äußersten Norden des Distrikts verläuft die Cordillera Huanzo.
Der Distrikt Huaynacotas grenzt im Westen an den Distrikt Pampamarca, im Norden an die Distrikte Juan Espinoza Medrano, Antabamba und Oropesa (alle drei in der Provinz Antabamba), im Osten an den Distrikt Puyca sowie im Süden an die Distrikte Alca, Tomepampa und Cotahuasi.

## Ortschaften
Im Distrikt gibt es neben dem Hauptort folgende größere Ortschaften:
- Antabamba
- Huacay
- Huarcaya
- Huaynacota (778 Einwohner)
- Luicho Chico
- Piramarca
- Tarhuara
- Visbe (200 Einwohner)